# Sophus Müller
Sophus Otto Müller, född 24 maj 1846, död 23 februari 1934, var en dansk arkeolog och museiman, son till Ludvig Müller, bror till Peder Erasmus Müller. 
Müller var direktör för Nationalmuseet i Köpenhamn 1892-1921. Müller hade en grundläggande betydelse för att modernisera forskningen kring genomförelsen av systematiska utgrävningar och har bland annat skrivit de arkeologiska och konsthistoriska böckerna Vor Oldtid (1897), Ordning af Danmarks Oldsager (1888-1895) och Oldtidens Kunst 1-3 (1918-1934).

## Arier
År 1913 ironierar Sophus Müller över Gustaf Kossinnas hypotes om ett indoeuropeiskt urhem som också omfattar Danmark. Müller finner det roligt att:
| ”                     | Folkeskarerne strømme i Stenalderen ud fra det lille Danmark, rundt langs Atlanterhavets Kyster indtil Middelhavet og over det Indre af vor Verdensdel indtil Sortehavet. | „ |
| – Müller 1913, s. 244 | |   |

Nyckelordet är "det lille Danmark", vilket dels är en anakronism, dels ett sätt att understryka kritiken mot Kossinna. Müller anser att Kossinnas urhemshypotes saknar stöd i arkeologisk teori. Enligt honom är dagens danskar och nordtyskar en blandning av två urfolk: "ikke-ariske, Basker, Iberer, Ligurer ... ogsaa Arierne kunne være Urbeboere af Europa". Med denna hypotes avsåg Müller att falsifiera Kossinnas indogermanska urhem. Bågenholm argumenterar för att Müllers argument mer styrdes av antityskhet och ovilja mot Kossinnas person än av teoretiskt skarpsinne. Detta avslöjas inte bara av ordvalet arier istället för indogermaner, och titelrubriken på Müllers artikel "Sønderjyllands stenalder" är politiskt polemisk. Sønderjylland är det danska namnet för norra delen av det tyska förbundslandet Schleswig-Holstein. I dansk-tyska kriget 1864 lyckades förenade preussiska och österrikiska styrkor under ledning av fältmarskalk von Wrangel trycka upp den danska hären till Kongeån. I freden i Wien 1864 avträddes södra Jylland till Preussen och Österrike. 1867 hölls ett provisoriskt val. Resultatet visade att det fanns en stark vilja till återförening med Danmark. Men det ledde inte till några gränsjusteringar. Först 1919 återfick Danmark ungefär hälften av vad landet förlorat.
När tyska arkeologer sökte skapa förhistorisk (tysk-dansk-frisisk) enhet i Schleswig-Holstein, måste det ha upplevts som provocerande i Köpenhamn.

## Utmärkelser, ledamotskap och priser
- Riddare av Dannebrogorden,  1889[7]
- Dannebrogsmännens hederstecken,  1901[7]
- Kommendör av Dannebrogorden,  1913[7]
- Kommendör av första graden av Dannebrogorden,  1921[7]

[Redigera Wikidata]
- Hedersledamot av Vetenskapssocieteten i Lund[10]